# ألان والترز
ألان والترز (بالإنجليزية: Allan Walters) هو ضابط وطيار أسترالي، ولد في 2 نوفمبر 1905 في Ascot Vale ‏ في أستراليا، وتوفي في 19 أكتوبر 1968 في Heidelberg, Victoria ‏ في أستراليا.